# 博德鲁姆城堡

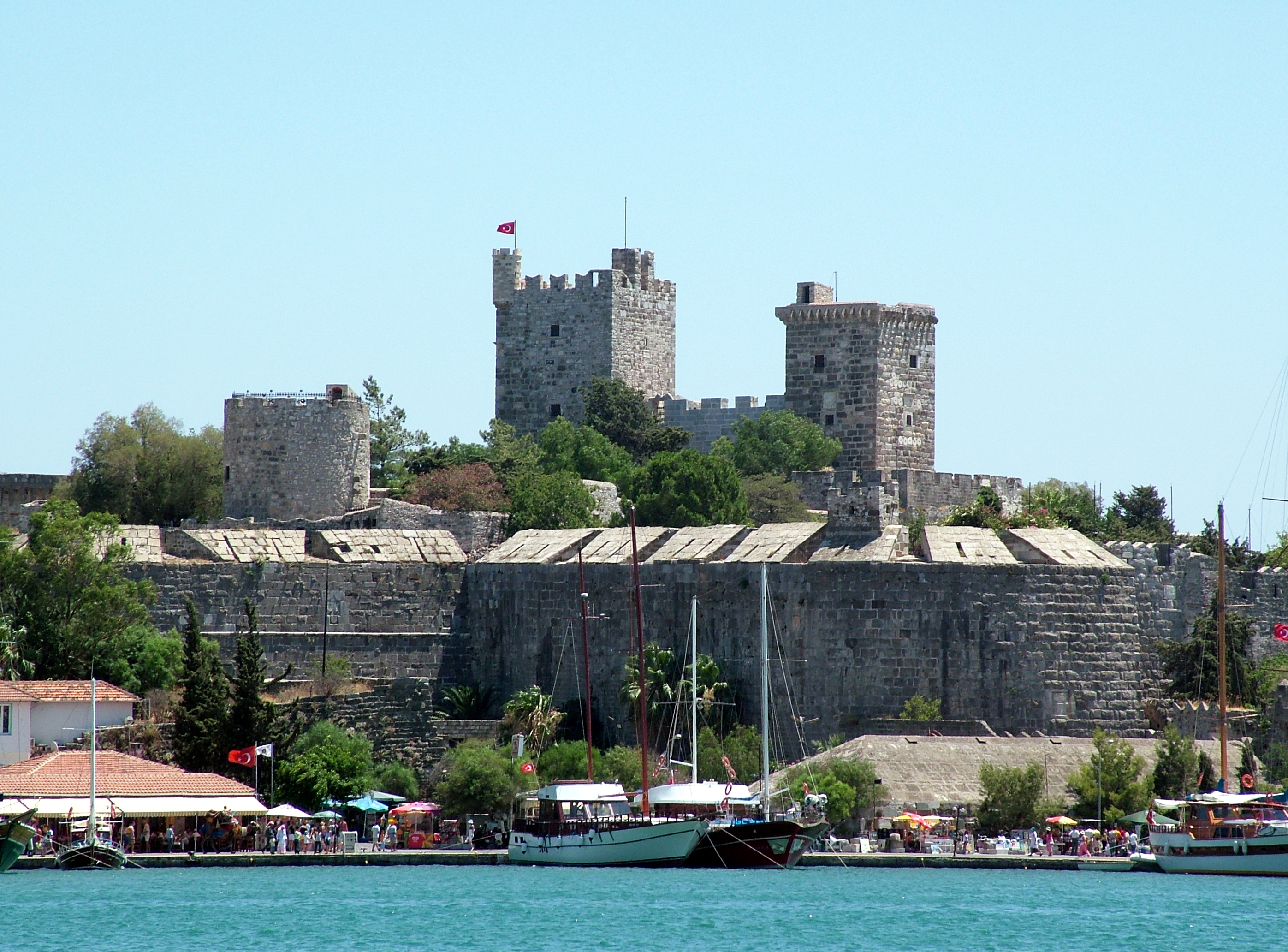
博德鲁姆城堡

博德鲁姆城堡 (土耳其語：Bodrum Kalesi；英语：Bodrum Castle),位于土耳其西南部港口城市博德鲁姆(37°1′54″N 27°25′46″E / 37.03167°N 27.42944°E)，由圣若望骑士团始建于1404年，名为圣伯多禄城堡（Petronium）。
城堡使用绿色火山岩建造，大理石则取自附近的摩索拉斯陵墓。城堡的几座塔楼分别以法兰西、德意志、意大利和英格兰命名。从塔楼可以俯瞰整个城市以及附近的一些海湾。
在一个多世纪内，该城堡是圣若望骑士团第二重要的城堡，仅次于罗得岛。它是小亚细亚基督徒的避难所。
1522年12月，奥斯曼帝国征服罗得岛和博德鲁姆，城堡教堂被改为苏莱曼尼亚清真寺，四周加上了叫拜楼。一战期间，叫拜楼被法国军舰击毁。

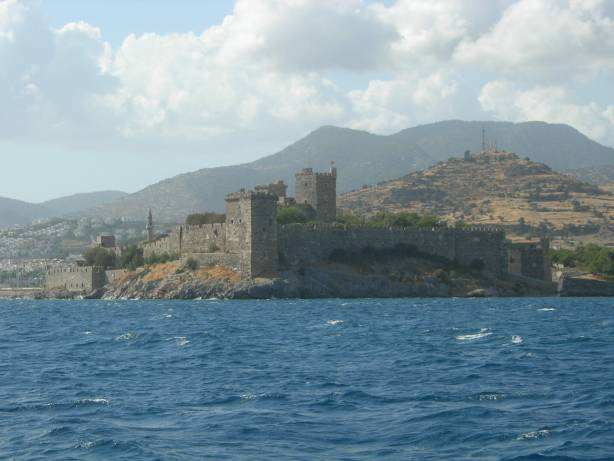
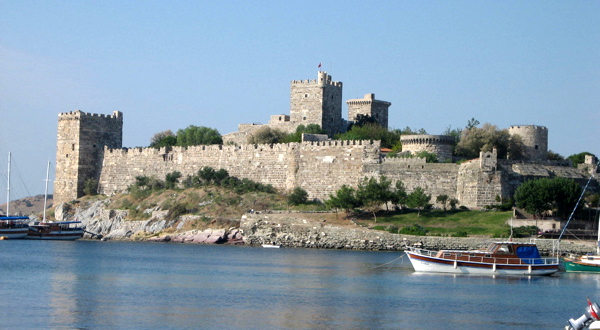
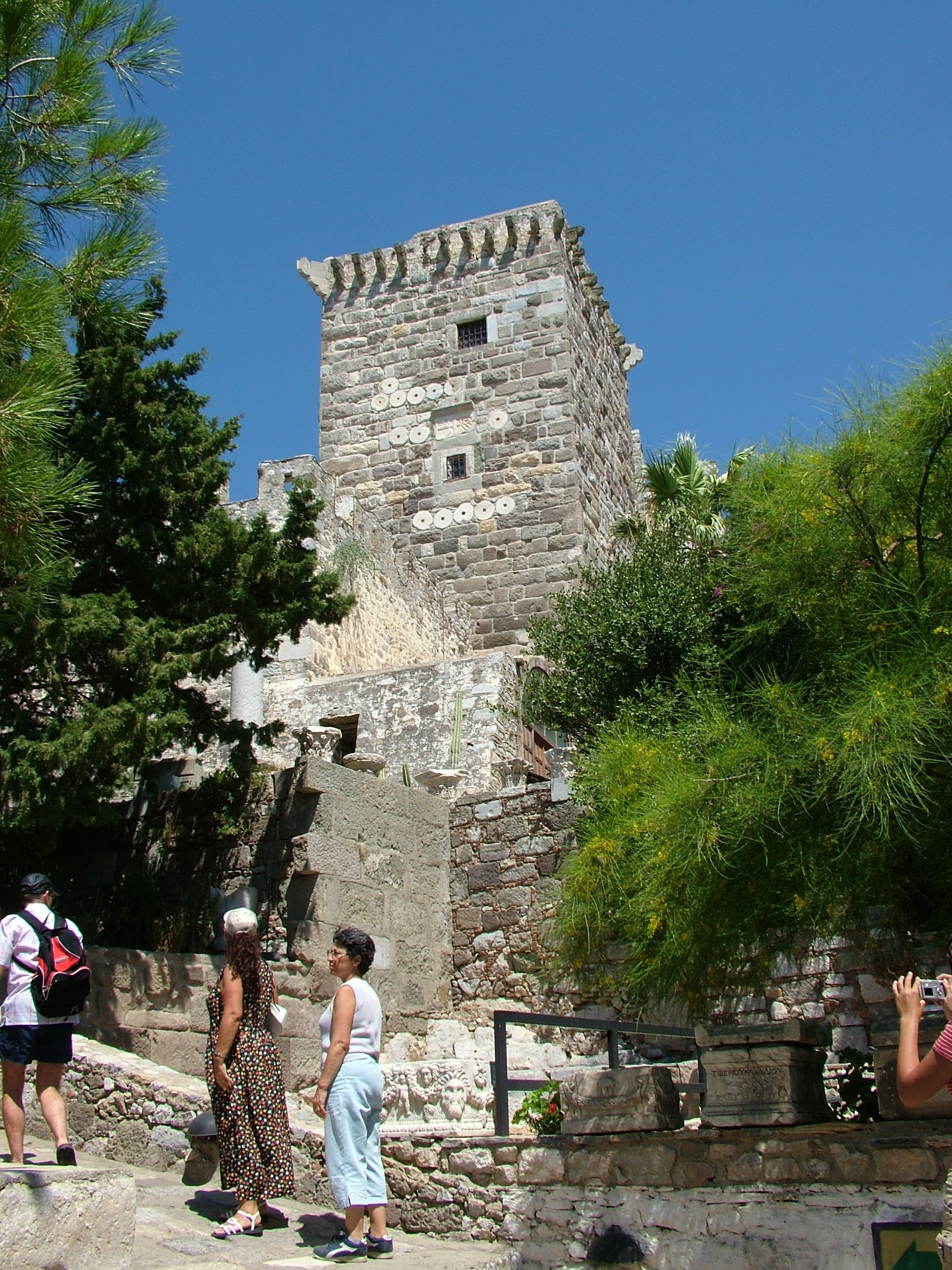
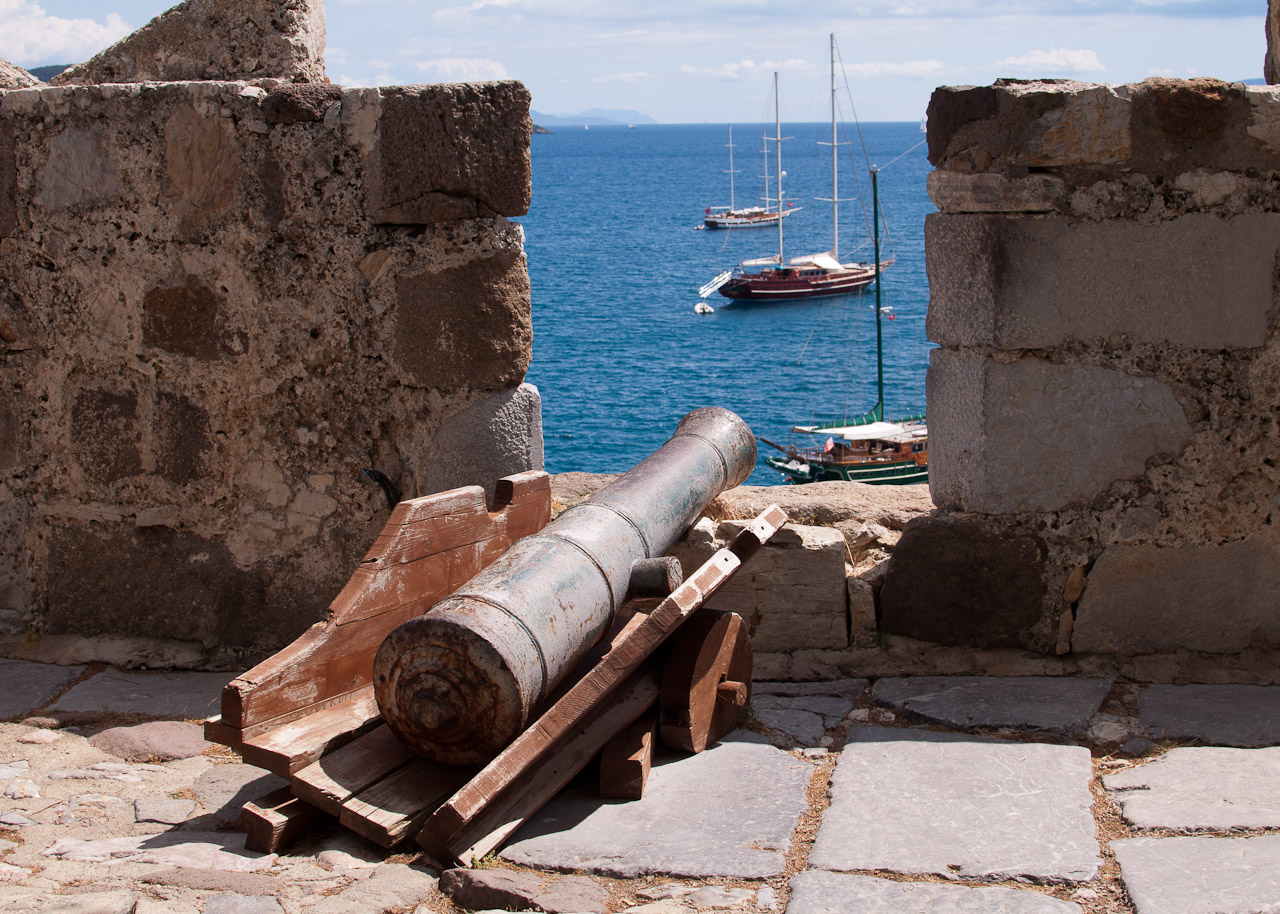
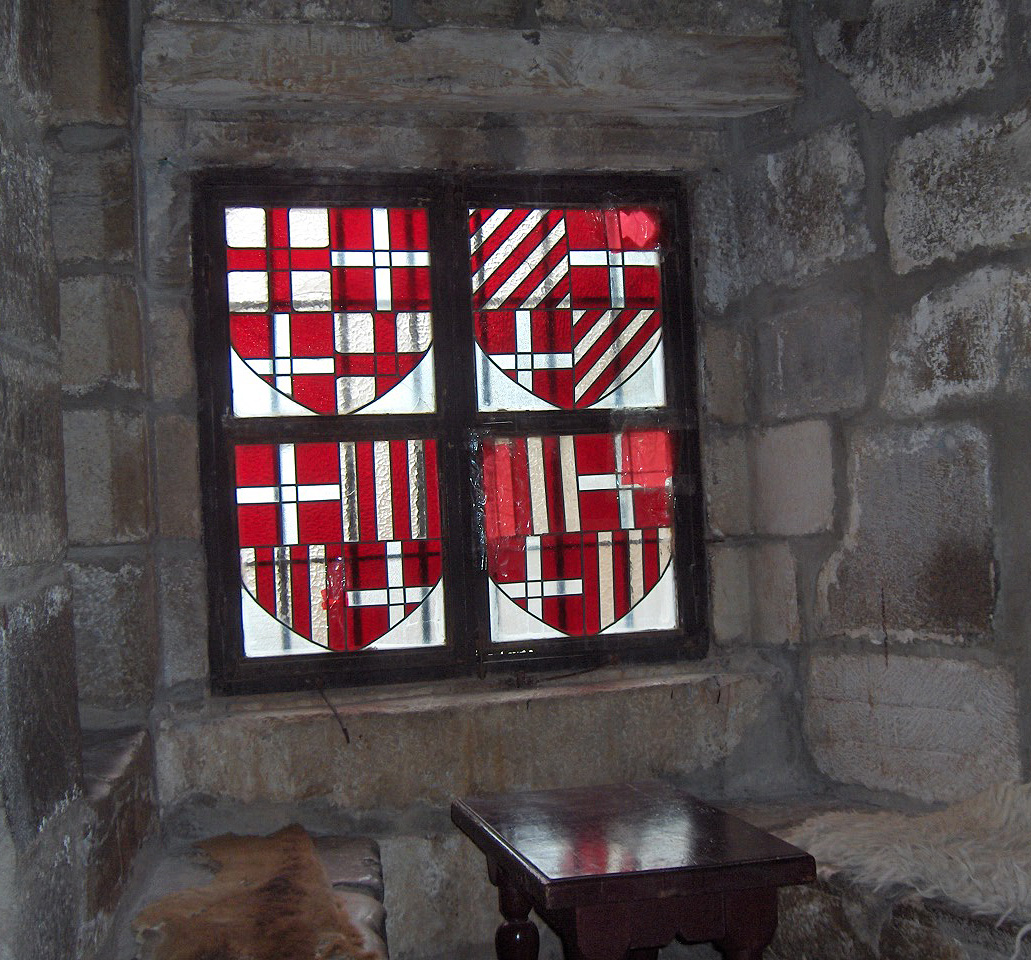
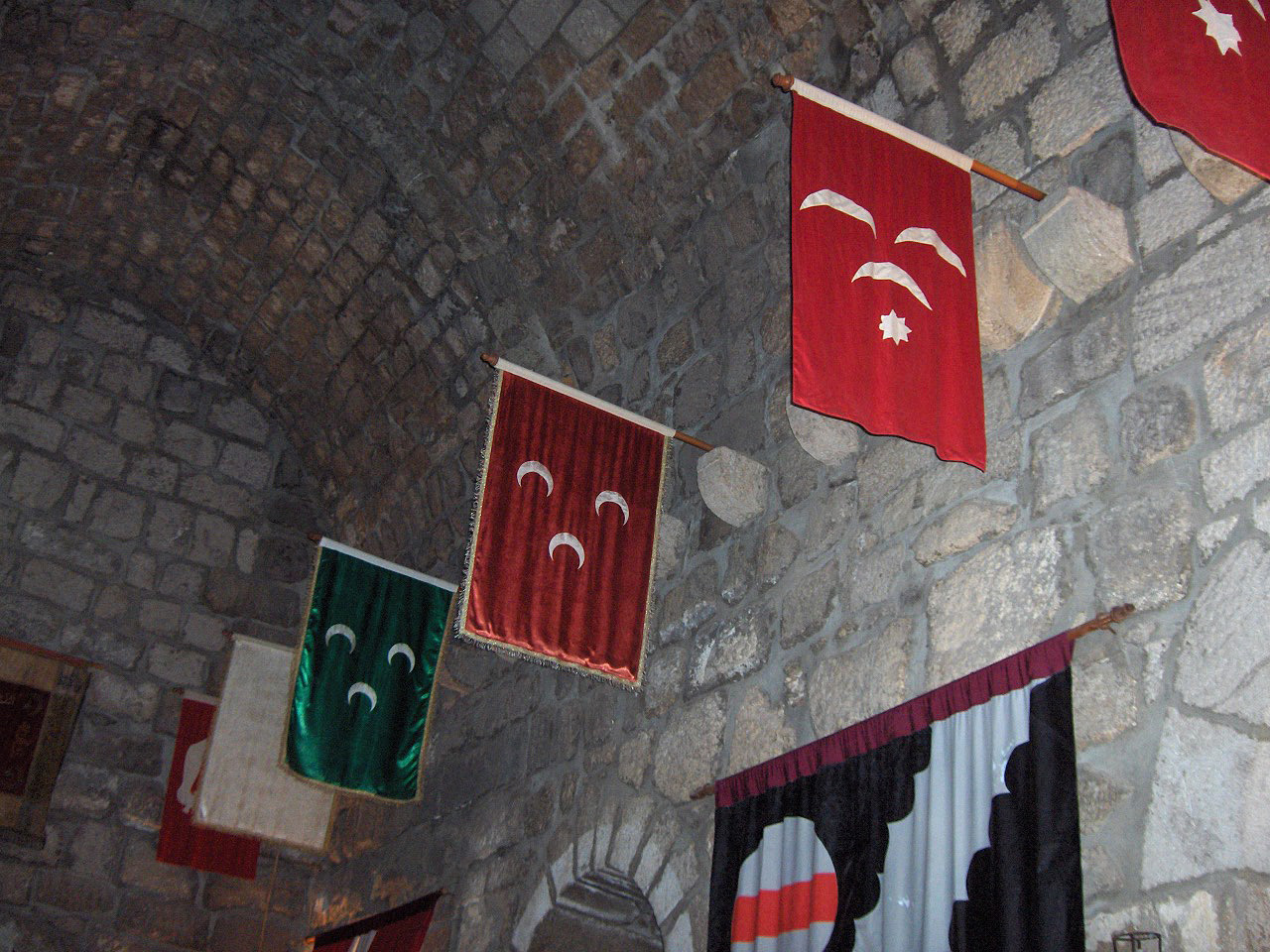
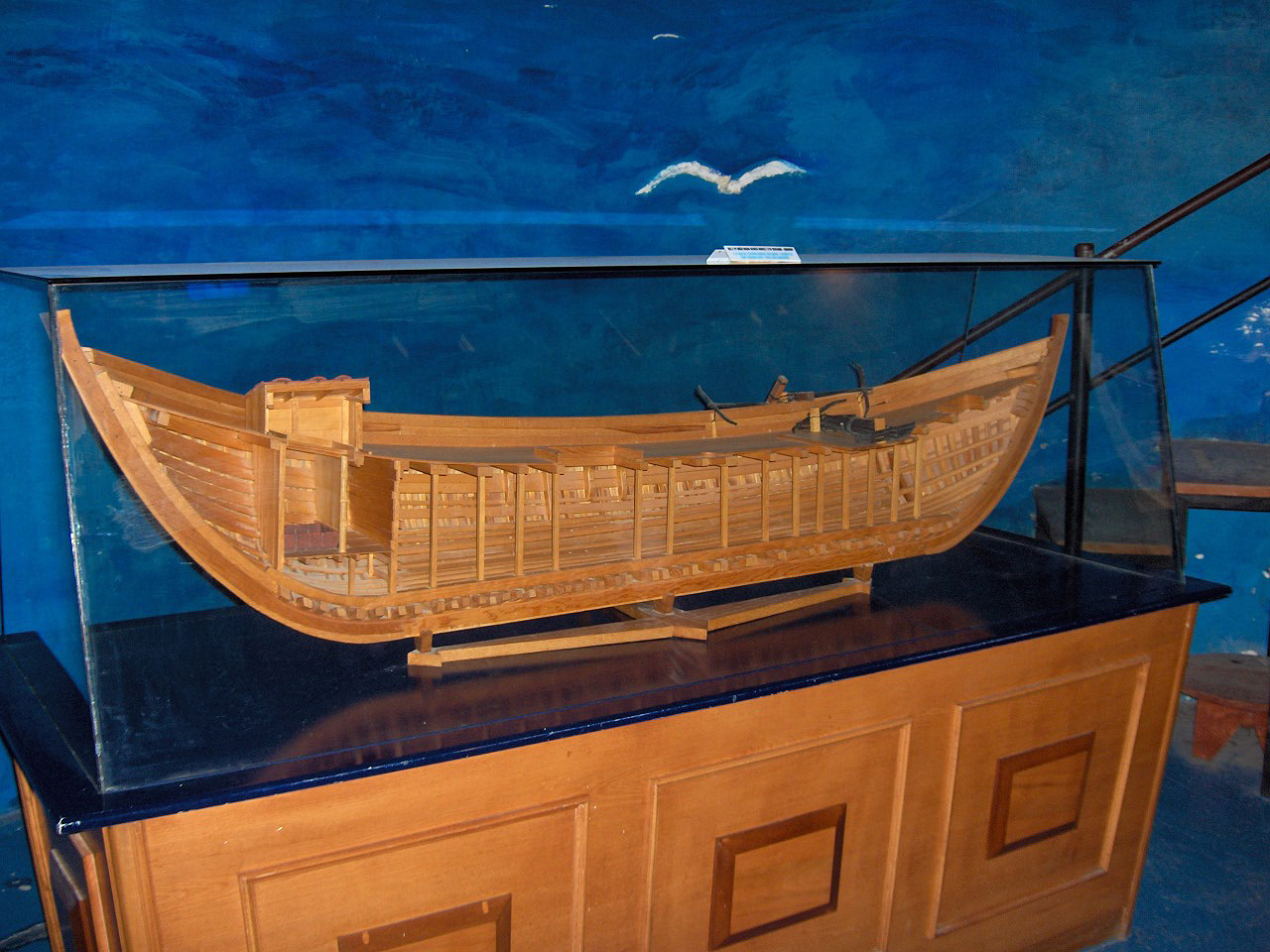
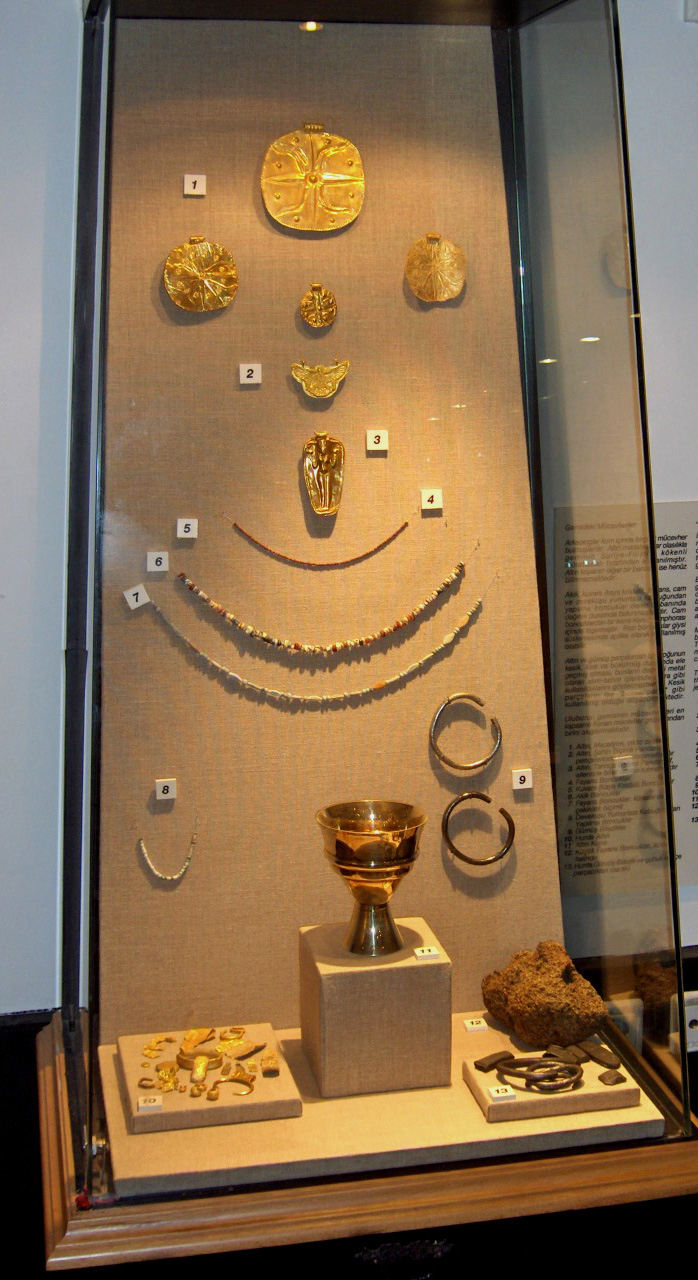
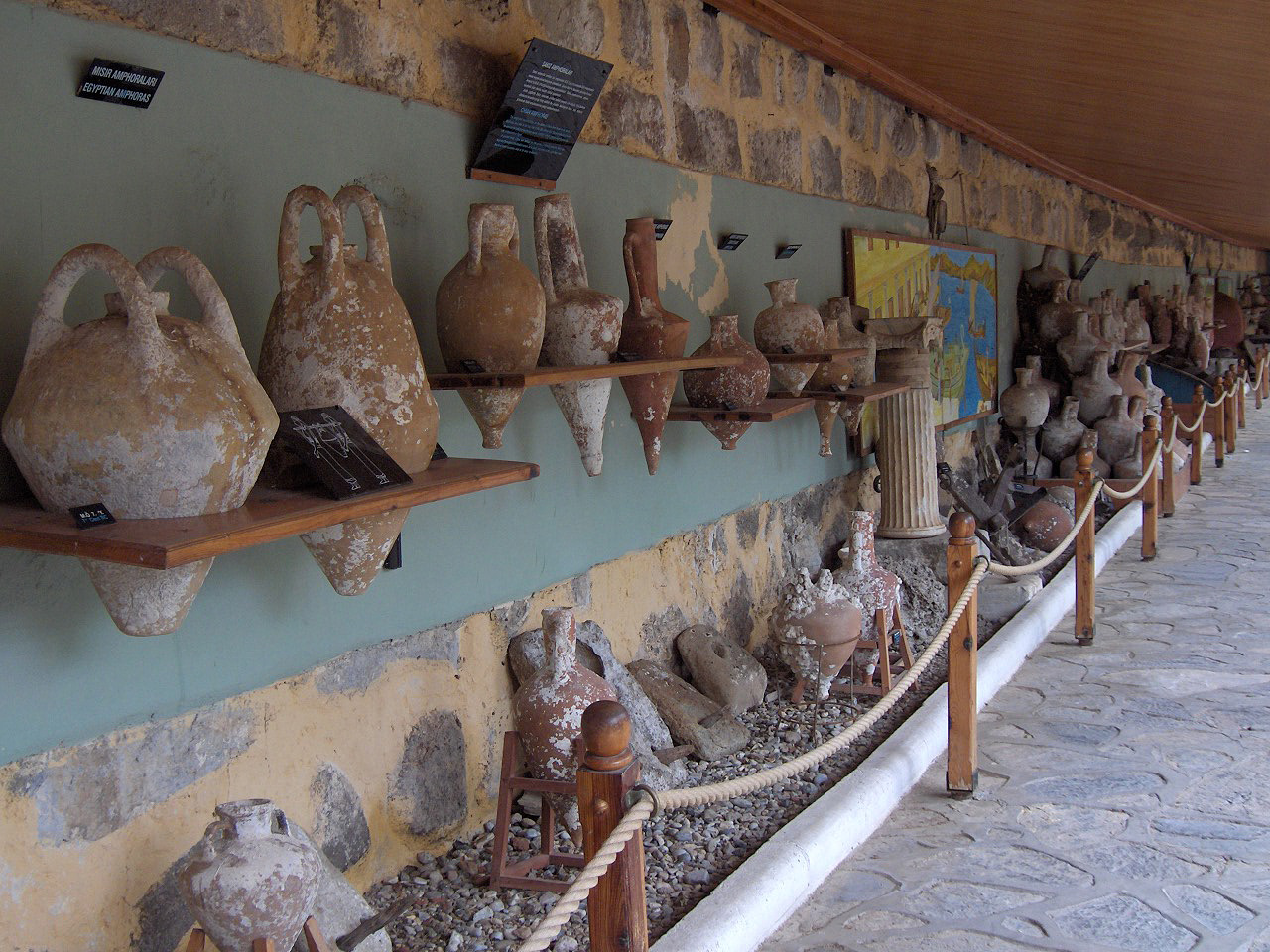

目前城堡内开设收藏海底考古文物的博物馆。